# Франгудис, Иоаннис
Иоа́ннис Франгу́дис (греч. Ιωάννης Φραγκούδης; 1863, Закинф, Ионические острова — 19 октября 1916, Нью-Йорк, Нью-Йорк) — греческий стрелок, чемпион и призёр летних Олимпийских игр 1896.
На Играх Франгудис участвовал в четырёх дисциплинах из пяти. Он стал чемпионом в стрельбе из скоростного пистолета на 25 м. В стрельбе из армейской винтовки на дистанцию 300 м он занял второе место, хотя лидировал в первую половину соревнования. Также Франгудис стал призёром в произвольном пистолете на 50 м, заняв третье место и выиграв бронзовую медаль.
Также Франгудис участвовал в стрельбе из армейского пистолета на 25 м, но занял четвёртое место.

## Офицер греческой артиллерии
И. Франгудис был офицером греческой артиллерии и дослужился до звания полковника. Принял участие в греко-турецкой войне 1897 года и Первой Балканской войне.
Франгудис был также отличным фехтовальщиком
В 1908 году вызвал на дуэль и ранил будущего командующего экспедиционной малоазийской армии Леонида Параскевопулоса
Умер в США в 1916 году от удара током, будучи в составе миссии греческой армии по приёмке боеприпасов.